# Botorp
För säteriet Bottorp, som namngett adliga ätten Bagge av Botorp, se Bottorp.
Botorp är ett säteri i Linderås socken, Vedbo härad, Jönköpings län.
Botorps ägare är kända sedan 1352, och har varit medlemmar ur ätterna Kase, Bagge av Botorp och Bonde. På 1400-talet donerades Botorp till Vadstena kloster. Det kom på 1600-talet åter i privat ägo och har sedan dess tillhört ätterna Bock, Lillie, Hummelhielm, Rosenborg, von Stockenström och från 1784 ätten Bogeman.